# Dompierre, Vosges
Dompierre är en kommun i departementet Vosges i regionen Grand Est (tidigare regionen Lorraine) i nordöstra Frankrike. Kommunen ligger i kantonen Bruyères som tillhör arrondissementet Épinal. År 2022 hade Dompierre 240 invånare.

## Befolkningsutveckling
Antalet invånare i kommunen Dompierre
| Referens: INSEE |